# Svîdnîkî, Kovel
Svîdnîkî (în ucraineană Свидники) este un sat în comuna Popovîci din raionul Kovel, regiunea Volînia, Ucraina.

## Demografie
Componența lingvistică a localității Svîdnîkî
     Ucraineană (97,08%)
     Rusă (1,75%)
     Alte limbi (0,58%)
Conform recensământului din 2001, majoritatea populației localității Svîdnîkî era vorbitoare de ucraineană (97,08%), existând în minoritate și vorbitori de rusă (1,75%).